# پالایشگاه میعانات گازی ستاره خلیج فارس
پالایشگاه میعانات گازی ستاره خلیج‌فارس، که نام رسمی آن شرکت نفت ستاره خلیج‌فارس است، به‌عنوان نخستین پالایشگاه طراحی‌شده بر اساس خوراک میعانات گازی با ظرفیت ۳۶۰هزار بشکه در روز شامل واحدهای تقطیر، پالایش گاز مایع، تبدیل کاتالیستی، پالایش نفتا، ایزومریزاسیون، پالایش نفت سفید و نفت‌گاز با هدف تولید بنزین، گازوئیل، ال‌پی‌جی و سوخت جت در کنار پالایشگاه نفت بندرعباس ساخته شده‌است. خوراک موردنیاز این پالایشگاه با یک خط‌لوله به‌طول بیش از ۴۸۵ کیلومتر از پالایشگاه‌های گاز پارس‌جنوبی تأمین شده‌است. ساخت این پالایشگاه با ۷۰۰ هکتار مساحت از سال ۱۳۸۵ آغاز شد و در پایان سال ۱۳۹۷ سه فاز نخست آن به بهره‌برداری رسید و اکنون بزرگ‌ترین پالایشگاه میعانات گازی در جهان می‌باشد. با بهره‌برداری از فاز چهارم آن که تحت عنوان پروژه پتروپالایش مهر خلیج‌فارس درحال احداث می‌باشد، چهارده میلیون لیتر بنزین و پنج میلیون لیتر گازوئیل یورو۵ به تولید این شرکت اضافه خواهد شد.
چهارشنبه ۱۵ تیر ۱۴۰۱ شرکت نفت ستاره خلیج‌فارس در فهرست تحریم‌های وزارت خزانه‌داری ایالات متحده آمریکا قرار گرفت.

## جایگاه
پالایشگاه ستاره خلیج‌فارس روزانه ۴۳ میلیون لیتر بنزین (عدد اکتان ۹۵) و ۱۶ میلیون لیتر گازوئیل به ظرفیت تولید فرآورده‌های نفتی کشور ایران اضافه کرد. تولید روزانه ۴ میلیون لیتر گاز مایع، ۳ میلیون لیتر سوخت جت و ۱۳۰ تن گوگرد از دیگر محصولات تولیدی این واحد پالایشی هستند. ظرفیت ذخیره‌سازی فرآورده‌های نفتی این پالایشگاه در حدود ۱۱ میلیون بشکه می‌باشد.

## سرمایه‌گذاری
۴۰ درصد سهام شرکت پالایش ستاره خلیج‌فارس متعلق به شرکت ملی پالایش و پخش فرآورده‌های نفتی ایران (دولتی)، ۳۵ درصد تاپیکو (شرکت سرمایه‌گذاری نفت، گاز و پتروشیمی تأمین)، ۱۰ درصد صندوق بازنشستگی صنعت نفت و ۱۵ درصد شرکت اندونزیایی SPC است.
بر اساس برآوردهای انجام شده برای ساخت این واحد پالایشی حدود ۳٫۸ میلیارد یورو منابع مالی هزینه شده‌است.
پالایشگاه ستاره خلیج‌فارس پیش‌تر توسط مشارکت شرکت‌های مهندسین مشاور بینا و شرکت تهران جنوب در حال ساخت بود که در اواخر سال ۸۹ به مشارکت شرکت‌های فرادست انرژی فلات ۹۰٪، تهران جنوب ۶٪ و بینا ۴٪ واگذار گردید.
فاز اول پالایشگاه در تاریخ ۱۰ اردیبهشت ماه ۱۳۹۶ به بهره برداری رسید.
فاز دوم پالایشگاه در تاریخ ۷ تیر ماه ۱۳۹۷ به بهره برداری رسید.
فاز سوم پالایشگاه در تاریخ ۲۹ بهمن ماه ۱۳۹۷ به بهره برداری رسید.

## تحریم
در شامگاه چهارشنبه ۱۵ تیر ۱۴۰۱ وزارت خزانه‌داری آمریکا ۱۳ شرکت مستقر در ایران، امارات متحده عربی و هنگ‌کنگ از جمله شرکت نفت ستاره خلیج‌فارس را به اتهام همکاری با شبکه فروش فرآورده‌های نفتی و پتروشیمی ایران در فهرست تحریم‌های خود قرار داد.

## دیدگاه‌ها
- ریچارد نفیو، مسئول طراحی تحریم‌های ایران در کتاب هنر تحریم‌ها می‌نویسد: «در سال‌های ۲۰۰۹ و ۲۰۱۰ خرد جمعی در واشینگتن ایجاب می‌کرد که اعمال تحریم‌ها بر واردات بنزین ایران و سایر محصولات نفتی و بنزینی می‌تواند دولت ایران را از پای درمی‌آورد. نماینده جمهوری‌خواه سنا آقای مارک کرک که یکی از طرفداران اصلی تحریم ایران بود در سال ۲۰۱۰ استدلال کرد که قرنطینه بنزین درمورد ایران می‌تواند چنان آثار وخیمی بر ایران داشته باشد که او را متقاعد کند برنامه هسته‌ای‌اش را کنار بگذارد.»

نفیو تأکید می‌کند که در ژوئیه ۲۰۱۰ این تحریم تبدیل به قانون شد اما چه اتفاقی افتاد؟! ایران به جای آنکه بلافاصله امتیاز بدهد، «پالایشگاه‌های خود را بازطراحی کرد تا نیاز بنزین داخلی را تأمین کند». نفیو با اذعان به اینکه «ایران توانست از این فشار عبور کند»، اشاره می‌کند: «واردات بنزین ایران به صورت میانگین سالانه از ۱۳۲ هزار بشکه در روز در سال ۲۰۰۹ به ۳۹ هزار و ۶۰۰ بشکه در سال ۲۰۱۰ رسید».